# Dwór w Osowej Sieni Środkowej
Dwór w Osowej Sieni Środkowej – zabytkowy dwór wybudowany w miejscowości Osowa Sień.

## Opis
Klasycystyczny dwór wybudowany na planie prostokąta z wysokim parterem, kryty dachem naczółkowym z lukarnami. Od frontu piętrowy ryzalit szeroki na trzy okna, zwieńczony trójkątnym frontonem. Do głównego wejścia prowadzą schody.
Dwór jest częścią zespołu dworskiego, w skład którego wchodzą jeszcze:
- lamus
- stajnia
- budynek gospodarczy przy podjeździe
- park krajobrazowy z kanałem i sztuczną wyspą[1]